# Grand Prix de Ouest-France 2014
Il Grand Prix de Ouest-France 2014, settantottesima edizione della corsa e valido come ventitreesima prova dell'UCI World Tour 2014, si svolse il 31 agosto 2014 su un percorso di 229,1 km. Fu vinto dal francese Sylvain Chavanel, giunto al traguardo con il tempo di 5h38'26" alla media di 40,61 km/h.

## Squadre partecipanti
| N.      | Cod. | Squadra                 |
| ------- | ---- | ----------------------- |
| 1-8     | LAM  | Lampre-Merida           |
| 11-18   | TFR  | Trek Factory Racing     |
| 21-28   | ALM  | AG2R La Mondiale        |
| 31-38   | AST  | Astana Pro Team         |
| 41-48   | BEL  | Belkin Pro Cycling Team |
| 51-58   | BMC  | BMC Racing Team         |
| 61-68   | CAN  | Cannondale              |
| 71-78   | FDJ  | FDJ.fr                  |
| 81-88   | GRS  | Garmin-Sharp            |
| 91-98   | LTB  | Lotto-Belisol           |
| 101-108 | MOV  | Movistar Team           |
| 111-118 | OPQ  | Omega Pharma-Quickstep  |

| N.      | Cod. | Squadra                    |
| ------- | ---- | -------------------------- |
| 121-128 | OGE  | Orica-GreenEDGE            |
| 131-138 | EUC  | Team Europcar              |
| 141-148 | GIA  | Team Giant-Shimano         |
| 151-158 | KAT  | Katusha Team               |
| 161-168 | SKY  | Team Sky                   |
| 171-178 | TCS  | Tinkoff-Saxo               |
| 181-188 | BSE  | Bretagne-Séché             |
| 191-198 | COF  | Cofidis, Solutions Credits |
| 201-208 | IAM  | IAM Cycling                |
| 211-218 | NRI  | Neri Sottoli               |
| 221-228 | BAR  | Bardiani-CSF               |
| 231-238 | WGG  | Wanty-Groupe Gobert        |

## Ordine d'arrivo (Top 10)
| Pos. | Corridore          | Squadra       | Tempo    |
| ---- | ------------------ | ------------- | -------- |
| 1    | Sylvain Chavanel   | IAM Cycling   | 5h38'26" |
| 2    | Andrea Fedi        | Neri Sottoli  | s.t.     |
| 3    | Arthur Vichot      | FDJ.fr        | s.t.     |
| 4    | Cyril Gautier      | Europcar      | s.t.     |
| 5    | Julian Alaphilippe | Omega Pharma  | s.t.     |
| 6    | Tim Wellens        | Lotto-Belisol | s.t.     |
| 7    | Ben Hermans        | BMC Racing    | s.t.     |
| 8    | Alexander Kristoff | Katusha Team  | a 2"     |
| 9    | Giacomo Nizzolo    | Trek Factory  | s.t.     |
| 10   | Jürgen Roelandts   | Omega Pharma  | s.t.     |